# 藍帶海鯽
藍帶海鲫，為輻鰭魚綱鱸形目隆頭魚亞目海鯽科的其中一種，分布於東太平洋區，從美國阿拉斯加州Wrangell至墨西哥加利福尼亞灣北部海域，棲息深度可達21公尺，本魚體銅色，背部深褐色，側線以下具有15條藍色橫細紋，魚鰭銅色，背鰭硬棘10-11枚;背鰭軟條23-25條;臀鰭硬棘3枚;臀鰭軟條29-33枚，體長可達38公分，主要生活在海草生長的岩石海域，屬肉食性，以甲殼類、貝類、蠕蟲等為食，胎生，可作為食用魚、遊釣魚及觀賞魚。